# Masaru Ikeda
Masaru Ikeda (jap. 池田 勝 Ikeda Masaru; ur. 27 września 1942) – japoński seiyū i aktor dubbingowy związany z agencją Tokyo Actor’s Consumer’s Cooperative Society.
Dubbingował takich aktorów jak Morgan Freeman, Danny Glover, Samuel L. Jackson i Robert De Niro.

## Role głosowe
- 1979: Kidō Senshi Gundam –
  - Generał Revil,
  - Clink
- 1985: Chōjū Kishin Dancouga – Ross Igor
- 1985: Kidō Senshi Zeta Gundam – Jamitov Hymen[a]
- 1987: City Hunter – Michael Gallant
- 1992: Uchū no kishi Tekkaman Blade – Bernard O'Toole
- 2001: Pokémon – Tajemniczy Złodziej Golonya (Goneff)
- 2004: Monster – Udo Haineman
- 2006: Death Note – Koreyoshi Kitamura
- 2007: Brama Piekieł – Huang
- 2016: One Piece – Nekomamushi